# Hexisopus crassus
Hexisopus crassus es una especie de arácnido  del orden Solifugae de la familia Hexisopodidae.

## Distribución geográfica
Se encuentra en el sur de África.